# Сібіл Ширер
Сібіл Ширер (англ. Sybil Shearer, 1912—2005) — американська танцівниця.

## Життєпис
Сібіл Ширер навчалася в Коледжі Скідмор та в Беннінгтонській літній школі танцю. Її дебют як сольної виконавиці відбувся 1941 року в Нью-Йорку. Попри чудові відгуки критиків, вона вирішила залишити Нью-Йорк та наступного року переїхала в Чикаго. Вона викладала в Рузвельт-коледжі та плідно співпрацювала з художницею Хелен Бальфур Морісон.
Кар'єра Ширер розвивалася в Чикаго, хоча до 1954 року вона кожного року приїжджала до Нью-Йорку, де давала сольні концерти. Ширер заснувала власну школу танців із відділеннями в Чикаго та Мілвокі. В 1950-ті роки вона переїхала до Нортбруку, штат Іллінойс, де побудувала власну студію та заснувала хореографічну компанію Sybil Shearer Company. Останній сольний виступ Ширер відбувся 1972 року.
Коли здоров'я Хелен Морісон погіршилося, Ширер доглядала її аж до самої смерті 1984 року. Вона заснувала Фонд Морісон-Ширер, зацікавилася філософією, та написала тритомну автобіографію «Без крил шлях крутий». Останні двадцять років життя вона жила в будинку Морісонів. Померла Сібіл Ширер 2005 року, у віці 93 років.